# Soul Attorneys
Soul Attorneys est un groupe de pop R&B canadien basé à Québec.

## Historique
Le groupe s'est formé en 1994 à Québec sous le nom de Soul Attorneys, qui se composait à l'époque de Jacques Gaines Eric Filto et Mathieu Dandurand.
Ils ont joué et enregistré sous leur nom original entre 1995 et 1999. Ils ont tourné avec Céline Dion en 1996, signant avec Sony Records, et ont sorti trois meilleurs singles canadiens, These Are the Days, See the People et So They Say.
En 2000, après qu'Eric Filto ait quitté le groupe, Jacques Gaines a ajouté son propre nom au titre du groupe et a sorti l'album Another Day, produit par Aldo Nova.
En 2001, leur chanson Better Man a été nommée par la SOCAN comme l'une des chansons pop canadiennes les plus jouées.
Jacques Gaines a sorti un album solo éponyme en français en 2004, et un album solo en anglais, Four, en 2007. Le premier single est These Things. Il vit actuellement à Québec, et il est responsable de la publicité à l'école de cirque de Québec.